# Värja

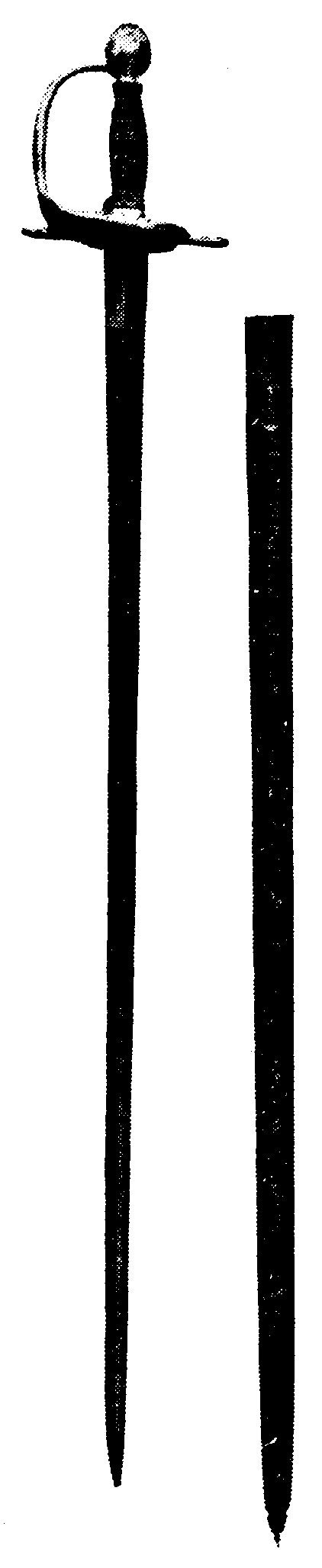
Karolinsk värja.

Värja är ett egentligen ämnat för stöt och som sidovapen buret blankvapen med lång och smal, en- eller flereggad klinga.
Värjan användes på 1800-talet och i början av 1900-talet mindre som försvars- eller anfallsvapen än som befäls- och prydnadstecken. Värjan tillhörde särskilt ämbets- och tjänstemännens uniformer (se dräktvärja). Kraftigare värjor, främst lämpade för hugg kallas huggvärjor, medan stötvärjorna är lättare värjor med tunn klinga, exempelvis rapiren.
Som stötvapen är värjan två- eller treeggad, som huggvapen en- eller tvåeggad. Den skiljer sig från sabeln dels genom flera eggar dels genom den raka, nära en meter långa klingan. Värjan bäres vid vänstra höften i en beslagen läderslida, som hänger i ett band (värj- eller axelgehäng) på högra axeln eller i en livrem eller i ett vanligt koppel.
Vapentypen härstammar från medeltidens svärd. "Värjan är alltid ett enhandsvapen och har oftast smidig klinga samt ett fäste med i olika grad och på olika sätt utvecklad pareranordning. Från svärdet skiljer sig värjan dessutom genom sina smäckrare proportioner."
Redan under 1500-talet användes värja av rytteriet inom hela Europa samt ofta även av pikenerarna och musketörerna. Efter turkarnas, ungrarnas och polackernas framträngande utbyttes den dock småningom mot den till hugg lämpligare, mer eller mindre krökta sabeln. Vid några preussiska kyrassiärregementen användes i stället pallasch som är en kombination av värjans smidiga raka klinga med sabelns handtag och en egg lämplig för hugg. Pallaschen bäres i järnslida.
Värja är ett av de tre vapen som används inom modern fäktsport.

## Sverige
I den svenska armén, liksom i andra länders arméer, blev värjan under 1600-talet det förhärskande sidovapnet. För rytteriet var värjans klinga längre än för fotfolket. Under tidigare delen av Karl XI:s tid tillverkades mängder av soldatsvärd, som nu började kallas för soldatvärjor. I samband med indelningsverkets genomförande utfärdades noggranna bestämmelser beträffande arméns sidovapen och under 1680-talet syns alla svenska regementen ha blivit utrustade med nya värjor
På 1670-talet fanns det olika värjtyper av vilka man kan urskilja dels en drabant- eller kavallerivärja som begagnades av både befäl och manskap, dels en kommender- eller infanteriofficersvärja som uteslutande var ett befälsvapen. Dessutom fanns för regements- och överofficerarna kommendervärjor som antas ha använts endast som paradvärjor. Redan år 1680 fanns det troligen en fastställd modell såväl på kavallerivärjor som på infanterivärjor. Bland de värjtyper som fastställdes 1685 fanns en manskapsvärja för infanteriet som kallades kommissvärja.
Med åren tillkom inom armén värjor av olika typer och modeller, men under större delen av 1700-talet höll sig de karolinska typerna på sidovapen så gott som oförändrade. Kommissvärjor m/1685 fördes av infanteriet ända till 1758.
Den gamla typen av värjor började i mitten av 1700-talet trängas ut ur de europeiska arméerna av pallascher och sablar.
Den militära värjan fortlevde i civilt bruk som dräktvärja. Hov- och ämbetsvärjan var ett värdighetsattribut och ett konstnärligt utsmyckat tillbehör till dräkten. Dräktvärjan begagnades även ofta som duellvapen.

### Etymologi
Benämningen värja så som den används i dag är inte ursprunglig. Från början under urnordisk tid innebar begreppet värja allt varmed man värjer sig, det vill säga försvarsvapen i allmänhet. Infanterisoldaternas vapen kallades under 1500-talets slut ’övervärjor’ (som bars på axeln, till exempel musköter och pikar) och ’undervärjor’ (sidovapen). Beträffande ordet undervärjor föll snart prefixet ’under-’ bort varvid det nutida begreppet återstod."
Av samma stam och med samma betydelseutveckling är ordet gevär som lånades in under 1500-talet från tyskans Gewehr (med betydelse av försvar, värn ). Sidovapen, det vill säga sabel, värja med mera benämndes sidogevär.

Detalj. Värja till höger. Till vänster i bilden syns en sabel.
Drabantvärja
Karl X Gustavs dräkt och värja
Hedersvärja Gustav III
Minnesvärja
Kommendervärja
Pojkvärja
Papperskniv-värja